# Mamdapur, Raichur
Mamdapur là một làng thuộc tehsil Raichur, huyện Raichur, bang Karnataka, Ấn Độ.